# Чумиш
Чуми́ш (рос. Чумы́ш) — річка у Росії, права притока Обі.
Чумиш починається злиттям річок Кара-Чумиш і Том-Чумиш. Обидві річки беруть початок серед гір середньої частини Салаїрського кряжу у Кемеровській області і течуть спочатку на південь, паралельно межі з Алтайським краєм. Дещо нижче села Томське Том-Чумиш робить крутий заворот на північний схід і на території Новокузнецького району зливається з Кара-Чумишем, утворюючи Чумиш; це місце знаходиться на висоті 288 м над рівнем моря. Звідти Чумиш тече спочатку на південь і переходить до території Алтайського краю, де після кількох заворотів його русло набуває північно-західного напряму. Далі він тече в добре розвиненій долині по Чумисько-Бійській височині. Десь за 60 км нижче міста Заринськ Чумиш повертає на захід, а пізніше — на південний захід, і впадає в Об поблизу села Язово за 88 км нижче Барнаула (Тальменський район Алтайського краю). При впадінні в Об річка розгалужується на кілька рукавів.
У верхів'ях річка має типовий гірський характер з численними порогами, потім її плин значно уповільнюється; річкова долина, яка у верхів'ях має близько 500 м завширшки, в низов'ях розширюється до 7 км.
Довжина Чумишу (з його витоком Кара-Чумишем) становить 644 км, площа басейну 23 900 км². Обсяг середньорічного стоку, виміряний за 74 км від гирла — 146 м³/c. Живлення переважно снігове. Чумиш замерзає на початку листопада і скресає наприкінці квітня. Влітку річка зазвичай дуже мілководна, але під час повені судноплавна на 200 км від гирла (до пристані Захарово). Під час високої води Чумиш із притоками може використовуватись для лісосплаву.
На Чумиші розташоване місто Заринськ, смт Тальменка (Алтайський край) і численні села. В Тальменці річку перетинає залізниця Новосибірськ — Барнаул і федеральна автотраса М52 Новосибірськ — монгольський кордон (Чуйський тракт); у Заринську — залізнична лінія Барнаул — Новокузнецьк.